# Roneeka Hodges
Roneeka Hodges (née le 19 juillet 1982 à La Nouvelle-Orléans) est une joueuse professionnelle de basket-ball de nationalité américaine. Sa sœur jumelle Doneeka (en) a également joué en WNBA.

## Biographie

### Carrière aux États-Unis
Après trois années à LSU, elle finit sa scolarité (après une année de redshirt) à Florida State. Dans son année de seniore, elle score 615 points, capte 179 rebonds, 47 passes, 35 interceptions et 24 contres. Sa marque de 615 points est la troisième de l'histoire de l'université. Face à Maryland, elle établit son record personnel à 39 points.
Quinzième choix de la draft 2005, elle joue quatre saisons avec les Comets de Houston, jusqu'à la disparition de la franchise en 2008. Les Lynx la sélectionnent en 4e position de la draft de dispersion. Avec près de 10 points par match sur plusieurs années, elle est une joueuse reconnue dans la Ligue. Transférée par le Lynx, elle passe les saisons 2010 et 2011 aux Silver Stars. Elle commence la saison 2012 au Fever, avec qui San Antonio l'a échangée contre Tangela Smith, mais échangée en cours de saison avec Karima Christmas et rejoint le Shock. Le Shock la prolonge début 2013 pour plusieurs saisons.

### Carrière à l'étranger
Après avoir commencé sa carrière à l'étranger en Ligue féminine de basket (France) en 2005-2006, elle sillonne le continent européen, avec plusieurs contrats en Turquie et en Espagne. Elle remporte le championnat de Pologne en 2010. Au début de l'année 2011, à la suite du départ inopiné de sa compatriote Erin Thorn, elle rejoint Tarbes.
En septembre 2012, elle signe pour deux mois à Salamanque (10,8 points et 4,6 rebonds en Espagne et 8 points, 1,8 rebond en Euroligue) pour pallier l'absence de Jessica Adair, retenue par les play-offs de WNBA, puis au Brésil au club d'Americana. En 2013-2014, elle est de nouveau au Brésil mais pour Maranhao Basquete avec des statistiques de 13,2 points, 3,4 rebonds et 1,5 passe décisive, puis s'engage l'année suivante pour le club coréen de KDB Life Winnus.

## Clubs en carrière

### États-Unis
| Saisons   | Équipe                             | Pays       |
| 2000-2003 | Lady Tigers de LSU (NCAA)          | États-Unis |
| 2004-2005 | Seminoles de Florida State (NCAA)  | États-Unis |
| 2005-2008 | Comets de Houston (WNBA)           | États-Unis |
| 2009      | Lynx du Minnesota (WNBA)           | États-Unis |
| 2010-2011 | Silver Stars de San Antonio (WNBA) | États-Unis |
| 2012-2012 | Fever de l'Indiana (WNBA)          | États-Unis |
| 2012-2014 | Shock de Tulsa (WNBA)              | États-Unis |
| 2015      | Dream d'Atlanta (WNBA)             | États-Unis |

### Étranger
| Saisons   | Équipe                | Pays         |
| 2005-2006 | COB Calais            | France       |
| 2006-2007 | Tarsus                | Turquie      |
| 2007-2008 | CB Islas Canarias     | Espagne      |
| 2008-2009 | Ros Casares Valence   | Espagne      |
| 2008-2009 | Madrid                | Espagne      |
| 2009-2010 | Tarsus                | Turquie      |
| 2009-2010 | Lotos Gdynia          | Pologne      |
| 2010-2011 | Hertzeliya            | Israël       |
| 2010-2011 | Extrugasa Vilagarcia  | Espagne      |
| 2010-2011 | Tarbes GB             | France       |
| 2011-2012 | Istanbul Universitesi | Turquie      |
| 2012-2013 | Salamanque            | Espagne      |
| 2012-2013 | Americana             | Brésil       |
| 2013-2014 | Maranhao Basquete     | Brésil       |
| 2014-2015 | KDB Life Winnus       | Corée du Sud |
| 2015-2016 | DVTK Miskolc          | Hongrie      |
| 2016-     | Mann Filter Zaragoza  | Espagne      |

## Palmarès
- Championne de Pologne en 2010